# Массовое отравление метанолом в Сальвадоре
Массовое отравление метанолом в Сальвадоре — отравление метанолом, которое произошло в Сальвадоре 13 октября 2000 года, в результате погибло 122 человека. Местные жители покупали метанолсодержащий напиток (ликёр «Гром») в нелицензированных магазинах. Власти подозревали теракт, поскольку в Сальвадоре высокая преступность. Из-за этого правительство Сальвадора во избежание отравлений запретило покупать и употреблять любой алкоголь в течение 10 дней. Как предполагало следствие, отравление было подстроено: напитки готовили радикальные противники алкоголизма.